# Rijad Kobiljar
Rijad Kobiljar (* 8. April 1996 in Sarajevo) ist ein bosnisch-herzegowinischer Fußballspieler, der auch die US-amerikanische Staatsbürgerschaft besitzt. Der offensive Mittelfeldspieler ist aktuell vereinslos und absolvierte ein Länderspiel für die U21 Bosnien-Herzegowinas.

## Karriere

### Verein
Kobiljar wurde wenige Monate nach dem Ende des Bosnienkriegs in Sarajevo, der Hauptstadt des Landes, geboren. Er emigrierte später mit seinen Eltern in die USA und besuchte in Jacksonville die dortige Universität, für deren Fußballmannschaft, die Jacksonville Dolphins, er aktiv war.
Mit 19 Jahren kehrte er in seine Heimatstadt zurück und wurde vom FK Sarajevo nach Sichtung durch dessen Scout Semjon Milošević unter Vertrag genommen. Dieser verlieh ihn für die Saison 2015/16 an den Erstligakonkurrenten NK Travnik, für den Kobiljar auf seine ersten 13 Einsätze im Profifußball kam. Als Tabellendreizehnter stieg Travnik am Saisonende ab. Die Hinrunde der Folgesaison verbrachte der Mittelfeldspieler nach einem Wechsel aus Sarajevo beim Stadtrivalen FK Olimpik, bei dem er zum Stammspieler wurde.  In der Winterpause verpflichtete ihn der amtierende Meister HŠK Zrinjski Mostar, mit dem Kobiljar den Titel verteidigen konnte.
Auf Leihbasis stand der Mittelfeldspieler 2017/18 beim NK GOŠK Gabela unter Vertrag, für den er 16 von 18 Erstligapartien absolvierte. In der Winterpause wurde das Leihgeschäft vorzeitig beendet und Kobiljar in die Slovenska Nogometna Liga an den NK Olimpija Ljubljana verkauft. Ohne Pflichtspieleinsatz gewann der Bosnier mit dem Verein das Double aus Pokal und Meisterschaft. Im Februar 2019 folgte ein Wechsel zum Ligakonkurrenten NK Rudar Velenje, für den der Bosnier in der Folge auf 36 Pflichtspiele (vier Tore, sechs Assists) kam.
Der deutsche Drittligist KFC Uerdingen 05 verpflichtete Kobiljar rund ein Jahr später innerhalb des Wintertransferfensters. Nach der Saison 2020/21 konnte der insolvente KFC nicht mehr für die 3. Liga melden, woraufhin er den Verein verließ.

### Nationalmannschaft
2016 absolvierte Kobiljar ein Länderspiel für die U21 Bosnien-Herzegowinas.

## Erfolge
HŠK Zrinjski Mostar
- Bosnisch-herzegowinischer Meister: 2017

NK Olimpija Ljubljana
- Slowenischer Meister: 2018 (ohne Einsatz)
- Slowenischer Pokalsieger: 2018 (ohne Einsatz)